# FC Dinamo București în sezonul 1984-1985
Sezonul 1984-85 este al 36-lea sezon pentru FC Dinamo București în Divizia A. În această stagiune, Dinamo a debutat cu un nou antrenor pe banca tehnică, după ce Cornel Dinu a fost promovat din funcția de secund. În turul campionatului, Dinamo este neînvinsă, primul eșec venind abia în etapa a 21-a. În cele din urmă, Dinamo a pierdut titlul în fața Stelei, fiind eliminată și din Cupa României tot de Steaua, în semifinale.
În Cupa Campionilor, Dinamo a trecut de primul tur, unde a avut un adversar lejer, Omonia Nicosia, dar s-a oprit în runda secundă, în fața campioanei Franței, Girondins Bordeaux.

## Rezultate
| Divizia A | Divizia A          | Divizia A             | Divizia A | Divizia A |
| Etapa     | Data               | Adversar              | Stadion   | Rezultat  |
| --------- | ------------------ | --------------------- | --------- | --------- |
| 1         | 2 septembrie 1984  | ASA Târgu Mureș       | acasă     | 1-0       |
| 2         | 5 septembrie 1984  | FC Olt                | deplasare | 1-0       |
| 3         | 15 septembrie 1984 | Corvinul Hunedoara    | acasă     | 2-1       |
| 4         | 23 septembrie 1984 | Sportul Studențesc    | deplasare | 3-3       |
| 5         | 26 septembrie 1984 | FC Argeș              | deplasare | 0-0       |
| 6         | 29 septembrie 1984 | Chimia Râmnicu Vâlcea | acasă     | 4-2       |
| 7         | 7 octombrie 1984   | U Craiova             | deplasare | 4-2       |
| 8         | 14 octombrie 1984  | Rapid București       | acasă     | 1-1       |
| 9         | 18 octombrie 1984  | Poli Iași             | acasă     | 4-3       |
| 10        | 28 octombrie 1984  | Gloria Buzău          | deplasare | 0-0       |
| 11        | 31 octombrie 1984  | SC Bacău              | acasă     | 2-0       |
| 12        | 11 noiembrie 1984  | Steaua București      | deplasare | 2-1       |
| 13        | 18 noiembrie 1984  | Jiul Petroșani        | deplasare | 1-1       |
| 14        | 25 noiembrie 1984  | FCM Brașov            | acasă     | 2-0       |
| 15        | 2 decembrie 1984   | Poli Timișoara        | deplasare | 0-0       |
| 16        | 8 decembrie 1984   | FC Bihor              | acasă     | 4-0       |
| 17        | 12 decembrie 1984  | FC Baia Mare          | deplasare | 0-0       |
| 18        | 3 martie 1985      | ASA Târgu Mureș       | deplasare | 1-0       |
| 19        | 10 martie 1985     | FC Olt                | acasă     | 4-0       |
| 20        | 13 martie 1985     | Corvinul Hunedoara    | deplasare | 2-2       |
| 21        | 16 martie 1985     | Sportul Studențesc    | acasă     | 1-2       |
| 22        | 23 martie 1985     | FC Argeș              | acasă     | 3-2       |
| 23        | 7 aprilie 1985     | Chimia Râmnicu Vâlcea | deplasare | 1-0       |
| 24        | 10 aprilie 1985    | U Craiova             | acasă     | 0-0       |
| 25        | 14 aprilie 1985    | Rapid București       | deplasare | 3-2       |
| 26        | 20 aprilie 1985    | Poli Iași             | deplasare | 2-1       |
| 27        | 4 mai 1985         | Gloria Buzău          | acasă     | 2-0       |
| 28        | 12 mai 1985        | SC Bacău              | deplasare | 0-3       |
| 29        | 15 mai 1985        | Steaua București      | acasă     | 0-0       |
| 30        | 19 mai 1985        | Jiul Petroșani        | acasă     | 3-1       |
| 31        | 23 mai 1985        | FCM Brașov            | deplasare | 0-2       |
| 32        | 9 iunie 1985       | Poli Timișoara        | acasă     | 3-2       |
| 33        | 16 iunie 1985      | FC Bihor              | deplasare | 1-0       |
| 34        | 19 iunie 1985      | FC Baia Mare          | acasă     | 2-0       |

| Cupa României | Cupa României     | Cupa României         | Cupa României | Cupa României |
| Etapa         | Data              | Adversar              | Stadion       | Rezultat      |
| ------------- | ----------------- | --------------------- | ------------- | ------------- |
| șaisprezecimi | 29 noiembrie 1984 | Șurianul Sebeș        | deplasare     | 6-1           |
| optimi        | 20 februarie 1985 | Corvinul Hunedoara    | Alba Iulia    | 2-1           |
| sferturi      | 27 februarie 1985 | Chimia Râmnicu Vâlcea | Ploiești      | 3-1           |
| semifinale    | 12 iunie 1985     | Steaua București      | București     | 0-5           |

| Legendă    |
| ---------- |
| victorie   |
| egal       |
| înfrângere |

## Cupa Campionilor Europeni
Turul întâi
| 19 septembrie 1984 | Dinamo București                                          | 4 – 1 | Omonia Nicosia | Stadionul Dinamo, București Spectatori: 17.000 Arbitru: Ilievski (Iugoslavia) |
| 19 septembrie 1984 | Costel Orac 25', 35' Gheorghe Tulba 28' Cornel Țălnar 33' |       | Savides 17'    | Stadionul Dinamo, București Spectatori: 17.000 Arbitru: Ilievski (Iugoslavia) |

| 3 octombrie 1984 | Omonia Nicosia          | 2 – 1 | Dinamo București | Stadionul Makarios, Nicosia Spectatori: 15.000 Arbitru: Iosifov (Bulgaria) |
| 3 octombrie 1984 | Djevizov 54' Mavris 62' |       | Lică Movilă 88'  | Stadionul Makarios, Nicosia Spectatori: 15.000 Arbitru: Iosifov (Bulgaria) |

Dinamo s-a calificat mai departe cu scorul general de 5-3.
Turul al doilea
| 24 octombrie 1984 | Girondins Bordeaux | 1 – 0 | Dinamo București | Stadionul Lescure, Bordeaux Spectatori: 35.000 Arbitru: Wöhrer (Austria) |
| 24 octombrie 1984 | Dieter Müller 35'  |       |                  | Stadionul Lescure, Bordeaux Spectatori: 35.000 Arbitru: Wöhrer (Austria) |

| 7 noiembrie 1984 | Dinamo București | 1 – 1 | Girondins Bordeaux   | Stadionul 23 August, București Spectatori: 60.000 Arbitru: McGinlay (Scoția) |
| 7 noiembrie 1984 | Marin Dragnea 9' |       | Bernard Lacombe 113' | Stadionul 23 August, București Spectatori: 60.000 Arbitru: McGinlay (Scoția) |

Girondins s-a calificat mai departe cu scorul general de 2-1.

## Echipa
Portari: Ovidiu Barba, Constantin Eftimescu, Dumitru Moraru.
Fundași: Ioan Andone, Ion Marin, Cornel Mirea, Lică Movilă, Alexandru Nicolae, Mircea Rednic, Nelu Stănescu, Nicușor Vlad, Eugen Frincu.
Mijlocași: Marian Damaschin, Marin Dragnea, Gheorghe Mulțescu, Sorin Răducanu, Teofil Stredie, Alexandru Suciu, Ioan Zare.
Atacanți: Ionel Augustin, Gheorghe Tulba, Costel Orac, Cornel Țălnar.

## Transferuri
Dinamo îi aduce pe Alexandru Suciu (U Cluj), Nicușor Vlad și Teofil Stredie (Corvinul). Pleacă Ion Marin la FC Bihor. Debutează Sorin Răducanu si Eugen Frincu.